# Oliver Neuville
Oliver Patric Neuville, švicarsko-nemški nogometaš, * 1. maj 1973, Locarno, Švica.